# Petrax Studio
Koordinaten: 61° 3′ 1,9″ N, 25° 24′ 36,5″ O

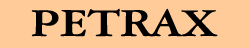
Logo des Petrax Studios

Das Petrax Studio ist ein finnisches Musikstudio in der südfinnischen Gemeinde Hollola, rund 15 km westlich von Lahti. Das auf Aufnahmen spezialisierte Studio wird von Petri und Tiina Rappula betrieben. Die Hauptkundschaft besteht aus Metal-Bands.

## Geschichte
Das Studio befindet sich in einem alten Bauernhof, der bereits 1577 von Finnlandschweden gegründet wurde und noch heute in Familienbesitz ist.
Als einfache Möglichkeit ein Demo aufzunehmen, richtete sich Petri Rappula 1993 in dem Bauernhof seiner Familie ein kleines Heimstudio ein. Er entschloss sich, das Studio fortzuführen und richtete dazu 1995 einen Kontrollraum ein, während ein altes Lagerhaus zum Aufnahmeraum umfunktioniert wurde. Das Equipment bestand zu dieser Zeit aus drei ADATs und einem Soundscape Festplattenrecorder.
1998 wurde das Studio komplett umgebaut und renoviert. Ein neuer, 60 m² großer Kontrollraum wurde als eigenes Nebengebäude errichtet und die Aufnahmeräume wurden hinsichtlich ihrer akustischen Eigenschaften mit Schalldämpfungen verbessert. Dazu kamen noch drei Schlafzimmer für Platz bis zu 10–12 Personen, eine Sauna, Sanitäranlagen, eine Lounge sowie eine Küche. In den letzten Jahren wurde das Aufnahmeequipment stetig erneuert und verbessert.

## Beschreibung
Seit den Ausbaumaßnahmen von 1998 hat das Studio mit allem, was dazugehört, eine Gesamtfläche von Rund 520 m². Den Kern bildet der 60 m² große Kontrollraum zusammen mit den drei Aufnahmeräumen à 120 m², 24 m² und 10 m². Buchbar ist das Studio auch mit Unterkunft und Verpflegung bis hin zu Vollpension.

## Bekannte Kunden und Werke
In den Petrax Studios nahmen schon viele Größen der finnischen Metal-Szene Alben auf. Aber auch für Werke anderer Musikrichtungen wurde das Studio für die Aufnahmen engagiert. Die folgende Tabelle gibt eine Auswahl der bedeutendsten Alben wieder, die in den Petrax Studios aufgenommen wurden.
| VÖ-Jahr | Band              | Album                                 | Prozess                      |
| ------- | ----------------- | ------------------------------------- | ---------------------------- |
| 2000    | Apocalyptica      | Cult                                  | Aufnahmen (außer von „Coma“) |
| 2001    | HIM               | Deep Shadows and Brilliant Highlights | Aufnahmen                    |
| 2003    | Apocalyptica      | Reflections                           | Aufnahmen                    |
| 2006    | Entwine           | Fatal Design                          | Aufnahmen                    |
| 2007    | Nightwish         | Dark Passion Play                     | Aufnahmen                    |
| 2007    | Tarja             | My Winter Storm                       | Aufnahmen                    |
| 2008    | Children of Bodom | Blooddrunk                            | Aufnahmen                    |
| 2009    | Entwine           | Painstained                           | Aufnahmen                    |
| 2009    | Korpiklaani       | Karkelo                               | Aufnahmen                    |
| 2009    | Ensiferum         | From Afar                             | Aufnahmen                    |
| 2011    | Children of Bodom | Relentless Reckless Forever           | Aufnahmen; Keyboardaufnahmen |
| 2013    | Sunrise Avenue    | Unholy Ground                         | Aufnahmen                    |